# Metamorfozy (manga)
Metamorfozy (jap. メタモルフォーゼの縁側 Metamorufōze no engawa) – manga autorstwa Kaori Tsurutani, publikowana na łamach magazynu internetowego „Comic Newtype” od listopada 2017 do października 2020. 
Na podstawie mangi powstał film live action, którego premiera odbyła się w czerwcu 2022.

## Fabuła
Yuki Ichinoi, samotna 75-letnia wdowa, pewnego dnia natrafia w księgarni na mangę BL (boys’ love) i kupuje ją z ciekawości. Przykuwa to uwagę jednej z pracownic sklepu, Urary Sayamy, nieśmiałej 17-letniej uczennicy liceum i fujoshi bez przyjaciół. Gdy Ichinoi wraca, by kupić więcej mangi BL, obie nawiązują dziwną przyjaźń pomimo różnicy wieku 58 lat.

## Bohaterowie
- Yuki Ichinoi (jap. 市野井 雪 Ichinoi Yuki)

Aktorka: Nobuko Miyamoto
- Urara Sayama (jap. 佐山 うらら Sayama Urara)

Aktorka: Mana Ashida

## Manga
Manga była publikowana od 17 listopada 2017 do 9 października 2020 w magazynie internetowym „Comic Newtype”. Seria została również wydana w pięciu tankōbonach nakładem wydawnictwa Kadokawa Shoten.
W Polsce prawa do dystrybucji mangi nabyło Studio JG.
| Nr | Język japoński   | Język japoński         | Język polski         | Język polski           |
| Nr | Data wydania     | ISBN                   | Data wydania         | ISBN                   |
| -- | ---------------- | ---------------------- | -------------------- | ---------------------- |
| 1  | 8 maja 2018      | ISBN 978-4-0410-6830-4 | 8 listopada 2021     | ISBN 978-83-8001-799-3 |
| 2  | 8 listopada 2018 | ISBN 978-4-0410-7350-6 | 11 lutego 2022       | ISBN 978-83-8001-857-0 |
| 3  | 8 czerwca 2019   | ISBN 978-4-0410-8224-9 | 24 maja 2022         | ISBN 978-83-8001-920-1 |
| 4  | 10 marca 2020    | ISBN 978-4-0410-8841-8 | 12 sierpnia 2022     | ISBN 978-83-8001-992-8 |
| 5  | 9 stycznia 2021  | ISBN 978-4-0411-0813-0 | 21 października 2022 | ISBN 978-83-8257-024-3 |

## Film
Adaptacja w postaci filmu live action została ogłoszona w styczniu 2021. Film został wyreżyserowany przez Shunsuke Kariyamę, scenariusz napisał Yoshikazu Okada, za produkcję odpowiadają zaś Hidehiro Kawano, Yutaka Tanito i Hiroko Ōgura. Jego premiera odbyła się 17 czerwca 2022.